# AS Poum
AS Poum ist ein Fußballverein aus Poum (Neukaledonien). Er spielt derzeit in der zweiten Liga Neukaledoniens. Seine Spiele trägt er in einem 1.000 Plätze großen Stadion in Poum aus. Sein einziger Vereinserfolg war der Gewinn der Division d’Honneur im Jahre 1998.

## Erfolge
- Division d'Honneur: 1

1998